# 岡部常
岡部 常（おかべ つね、1888年8月21日 - 1968年1月29日）は、日本の司法官僚、弁護士、政治家。参議院議員（1期）。

## 経歴
東京都出身。1914年東京帝国大学法科卒。翌年司法属となり、司法書記官や各地の刑務所長を務める。さらに九州行刑管区司令、関東行刑管区長を経て、弁護士、刑務協会顧問を歴任する。
1947年の第1回参議院議員通常選挙において全国区から立候補して当選した。会派は緑風会に所属し、国会内では法務委員長を務めた。参議院議員は1期務め、1953年の第3回参議院議員通常選挙には緑風会公認で出馬したが辞退した。
1966年春の叙勲で勲二等瑞宝章受章（勲三等からの昇叙）。
1968年1月29日死去、79歳。死没日をもって正四位から従三位に叙される。